# NetTraveler
NetTraveler (также известна как Travnet или Netfile) — троянская программа, созданная для кражи информации и использовавшаяся в атаках кибершпионской сети, которая смогла заразить более 350 определённых жертв в 40 странах. Помимо неё в атаках этой сети использовались бэкдоры Saker и PCRat, также известные как Xbox и Zegost соответственно. Впервые NetTraveler был обнаружен в 2005 году, хотя есть некоторые сведения, указывающие, что его разработка велась с 2004 года, его пик пришёлся на 2010—2013 годы. Атаки с участием этой программы были нацелены на нефтяные компании, научно-исследовательские институты, частные компании, правительственные организации и военные объекты. Приблизительное число атакующих насчитывает до 50 человек, предположительно родным языком большинства из них является китайский. Всего ими было украдено более 22 гигабайт данных. В теле программы была обнаружена надпись «NetTravelerisRunning!» (рус. NetTraveler активен!), вследствие чего она получила это название.
Заражение NetTraveler происходит через рассылку писем с вложениями, использующими уязвимости в Microsoft Office. После заражения он может красть информацию и записывать нажатия клавиш.

## Жертвы NetTraveler
Наибольшее число жертв NetTraveler находится в Монголии, Индии и России, также они были обнаружены в других странах бывшего Советского Союза, странах Европы, США и Великобритании. 6 жертв NetTraveler, как отмечается, также подверглись атаке кибершпионской сети «Red October»: военный подрядчик в России, посольство в Иране, посольство в Бельгии, посольство в Казахстане, посольство в Беларуси и государственное учреждение в Таджикистане. Несмотря на это связей между NetTraveler и Red October не было найдено.